# 253
253（二百五十三、にひゃくごじゅうさん）は自然数、また整数において、252の次で254の前の数である。

## 性質
- 253は合成数であり、約数は 1, 11, 23, 253 である。
  - 約数の和は288。
- 253 = 1 + 2 + 3 + 4 + 5 + 6 + 7 + 8 + 9 + 10 + … + 21 + 22
  - 22番目の三角数である。1つ前は231、次は276。
    - 三角数において各位の和も三角数になる17番目の数である。1つ前は231、次は276。(オンライン整数列大辞典の数列 A062099)
    - 3つの正の数の立方数の和で表せる9番目の三角数である。1つ前は190、次は378。(オンライン整数列大辞典の数列 A119977)
    - 253 = 1 + 21 + 231 = 15 + 28 + 210 = 28 + 105 + 120 = 45 + 55 + 153 = 55 + 78 + 120
      - 3つの異なる三角数の和で表せる15番目の三角数である。1つ前は231、次は276。(オンライン整数列大辞典の数列 A112353)
- 81番目の半素数である。1つ前は249、次は254。
- 7番目の六芒星数である。1つ前は181、次は337。
- 1/253 = 0.0039525691699604743083… (下線部は循環節で長さは22)
  - 逆数が循環小数になる数で循環節が22になる12番目の数である。1つ前は242、次は276。
- 各位の和が10になる25番目の数である。1つ前は244、次は262。
- 各位の積が各位の和の3倍になる7番目の数である。1つ前は235、次は325。(オンライン整数列大辞典の数列 A062035)
- 253 = 32 + 102 + 122
  - 3つの平方数の和1通りで表せる76番目の数である。1つ前は244、次は260。(オンライン整数列大辞典の数列 A025321)
  - 異なる3つの平方数の和1通りで表せる75番目の数である。1つ前は244、次は258。(オンライン整数列大辞典の数列 A025339)
- 253 = 43 + 43 + 53
  - 3つの正の数の立方数の和で表せる35番目の数である。1つ前は251、次は258。(オンライン整数列大辞典の数列 A003072)
  - 3つの正の数の立方数の和1通りで表せる34番目の数である。1つ前は244、次は258。(オンライン整数列大辞典の数列 A025395)
- 3桁以上の数で最大桁と最小桁で作る数で元の数を割り切れる30番目の数である。1つ前は242、次は260。(オンライン整数列大辞典の数列 A108343)
例．253 ÷ 23 = 11
  - 25…53 の形の数はすべて23の倍数である。(例．25…53 = 11…11 × 23)
- 253 = 73 − 53 + 33 + 23
  - n = 3 のときの 7n − 5n + 3n + 2n の値とみたとき1つ前は37、次は1873。(オンライン整数列大辞典の数列 A135164)
- すべての桁が素数である30番目の数である。1つ前は252、次は255。(オンライン整数列大辞典の数列 A046034)
- 253 = 63 + 62 + 1
  - n = 6 のときの n3 + n2 + 1 の値とみたとき1つ前は151、次は393。(オンライン整数列大辞典の数列 A098547)
- 253 = 172 − 36
  - n = 17 のときの n2 − 36 の値とみたとき1つ前は220、次は288。(オンライン整数列大辞典の数列 A098847)

## その他 253 に関連すること
- 年始から数えて253日目は9月10日、閏年は9月9日。
- 第253代ローマ教皇は、ピウス8世（在位：1829年3月31日～1830年10月30日）である。
- 国際電話番号の253は、ジブチ。
- JR東日本253系電車は、直流特急形車両。
- Sd Kfz 253は、第二次世界大戦時のドイツ陸軍の半装軌車。
- マッカーラ (USS McCalla, DD-253) は、アメリカ海軍の駆逐艦。
- ペティット (USS Pettit, DE-253) は、アメリカ海軍の護衛駆逐艦。
- ガンネル (USS Gunnel, SS-253) は、アメリカ海軍の潜水艦。